# Mirsil
Mirsil (Myrsilus) fou un historiador grec nadiu de Lesbos d'època desconeguda. Dionís d'Halicarnàs l'esmenta com a font pels seus relats sobre els pelasgs. Ateneu de Naucratis esmenta una obra de Mirsil titulada Ἱστορικὰ παράδοξα. També l'esmenten Estrabó (1. p. 60, 13. p. 610) i Plini el Vell (Naturalis Historia 3.7, 4.12-Z2). Arnobi el vell l'anomena Myrtilus.